# 北漢諾弗 (伊利諾伊州)
北漢諾弗（英語：North Hanover）是位於美國伊利諾伊州喬戴維斯縣的一個非建制地區。該地的面積和人口皆未知。

## 地理
北漢諾弗的座標為42°17′37″N 90°16′43″W / 42.29361°N 90.27861°W，而該地的平均海拔高度為193米（即633英尺）。